# Setipinna
Setipinna là một chi cá cơm trong họ Cá trổng (Engraulidae). Được William John Swainson lập ra năm 1839 với các loài mà ông liệt kê khi đó là Setipinna megalura (= Clupea phasa = Clupea telara = Setipinna phasa) và Setipinna truncata (= Clupea phasa = Clupea telara = Setipinna phasa).

## Từ nguyên
Setipinna là từ tiếng Latinh septem = Bảy + tiếng Latinh pinna, pinnae = vây cá.

## Các loài
Hiện tại ghi nhận được 8 loài trong chi này.
- Setipinna breviceps (Cantor, 1849): Cá lẹp huyết, cá lẹp vàng.[2]
- Setipinna brevifilis (Valenciennes, 1848)
- Setipinna melanochir (Bleeker, 1849): Cá lẹp vây đen, cá lẹp đen.[2]
- Setipinna paxtoni Wongratana, 1987
- Setipinna phasa (F. Hamilton, 1822)
- Setipinna taty (Valenciennes, 1848): Cá lẹp vàng vây ngực dài[3], cá lẹp trắng.[2]
- Setipinna tenuifilis (Valenciennes, 1848)
- Setipinna wheeleri Wongratana, 1983